# Demonax maculicollis
Demonax maculicollis är en skalbaggsart som beskrevs av Charles Joseph Gahan 1906. Demonax maculicollis ingår i släktet Demonax och familjen långhorningar. Inga underarter finns listade i Catalogue of Life.